# Луннер
Луннер (норв. Lunner) — коммуна в губернии Оппланн в Норвегии. Административный центр коммуны — город Руа. Официальный язык коммуны — букмол. Население коммуны на 2009 год составляло 8598 чел. Площадь коммуны Луннер — 291,89 км², код-идентификатор — 0533.

## История населения коммуны
Население коммуны за последние 60 лет.

Статистика коммуны Луннер